# Neolophonotus squamosus
Neolophonotus squamosus là một loài ruồi trong họ Asilidae. Neolophonotus squamosus được Londt miêu tả năm 1985. Loài này phân bố ở vùng nhiệt đới châu Phi.